# Wahrenholz
Wahrenholz település Németországban, azon belül Alsó-Szászország tartományban. Lakosainak száma 3728 fő (2023. december 31.). Wahrenholz Schönewörde, Wittingen, Ehra-Lessien, Sassenburg, Gifhorn, Wesendorf, Groß Oesingen és Dedelstorf községekkel határos.

## Népesség
A település népességének változása:
| Lakosok száma | 3611 | 3609 | 3654 | 3700 | 3696 | 3728 |
|               | 2016 | 2017 | 2019 | 2021 | 2022 | 2023 |